# Matt Schnobrich
Matt Schnobrich, ameriški veslač, *  12. november 1978, Minneapolis, Minnesota.
Schnobrich je za ZDA nastopil na Poletnih olimpijskih igrah 2008 v Pekingu, kjer je v osmercu osvojil bronasto medaljo.